# Eviota pinocchioi
Eviota pinocchioi, tên thông thường là Pinocchio dwarfgoby, là một loài cá biển thuộc chi Eviota trong họ Cá bống trắng. Loài này được mô tả lần đầu tiên vào năm 2012.

## Từ nguyên
Loài cá này được đặt theo tên của nhân vật hoạt hình Pinocchio, người được biết đến với chiếc mũi dài ra khi cậu ta nói dối, ám chỉ lỗ mũi dài ra thành hình ống khá đặc biệt ở loài cá này.

## Phạm vi phân bố và môi trường sống
E. pinocchioi ban đầu được phát hiện chủ yếu ở xung quanh các cụm đảo chính tại Palau. Năm 2016, loài cá này đã được ghi nhận thêm ở xung quanh đảo Rouw (trong vịnh Cenderawasih), quần đảo Raja Ampat và quần đảo Kai (Indonesia). Chúng được thu thập gần các rạn san hô, vùng đáy cát và trong các hốc đá ở độ sâu khoảng từ 14 đến 73 m.

## Mô tả
Chiều dài cơ thể tối đa được ghi nhận ở E. pinocchioi là 1,7 cm. Đầu và thân trong mờ, màu trắng; thân có các dải sọc và đốm màu cam. Mống mắt màu xanh da trời với các vạch màu đỏ cam bao quanh đồng tử. Vây ngực và vây bụng có màu trắng.
Số gai ở vây lưng: 7; Số tia vây ở vây lưng: 9; Số gai ở vây hậu môn: 1; Số tia vây ở vây hậu môn: 7 - 8; Số tia vây ở vây ngực: 15 - 16.